# جهان کامل
جهان کامل (انگلیسی: Perfect World) سومین آلبوم استودیویی ژاپنی (و پنجمین آلبوم کلی) از گروه دخترانهٔ اهل کره جنوبی، توایس است. این آلبوم در ۲۸ ژوئیه ۲۰۲۱ توسط وارنر میوزیک ژاپن منتشر شد. جهان کامل شامل ۱۰ قطعه است، از جمله آهنگ عنوانی «جهان کامل» و سه تک‌آهنگ منتشرشدهٔ پیش از آلبوم به نام‌های «فَن‌فِر»، «بهتر» و «کورا کورا». از نظر محتوایی، این آلبوم شکل‌های گوناگونی از عشق را بیان می‌کند؛ از جمله عشق به هواداران، خانواده و دوستان.

## جدول‌های موسیقی
| جدول (۲۰۲۱)                       | بالاترین جایگاه |
| --------------------------------- | --------------- |
| آلبوم‌های داغ ژاپنی (بیلبورد ژاپن) | ۱               |
| آلبوم‌های ژاپنی (اوریکون)          | ۲               |

| جدول (۲۰۲۱)                       | جایگاه |
| --------------------------------- | ------ |
| آلبوم‌های داغ ژاپنی (بیلبورد ژاپن) | ۴۸     |
| آلبوم‌های ژاپنی (اوریکون)          | ۴۳     |

## تاریخچه انتشار
| منطقه | تاریخ         | فرمت(ها)              | نسخه         | ناشر              | منابع  |
| ----- | ------------- | --------------------- | ------------ | ----------------- | ------ |
| مختلف | ۲۸ ژوئیه ۲۰۲۱ | دانلود دیجیتال استریم | نسخه عادی    | وارنر میوزیک ژاپن | [ ۸ ]  |
| ژاپن  | ۲۸ ژوئیه ۲۰۲۱ | سی‌دی                  | نسخه عادی    | وارنر میوزیک ژاپن | [ ۹ ]  |
| ژاپن  | ۲۸ ژوئیه ۲۰۲۱ | سی‌دی + دی‌وی‌دی         | نسخه محدود A | وارنر میوزیک ژاپن | [ ۱۰ ] |
| ژاپن  | ۲۸ ژوئیه ۲۰۲۱ | سی‌دی                  | نسخه محدود B | وارنر میوزیک ژاپن | [ ۱۱ ] |
| ژاپن  | ۶ دسامبر ۲۰۲۳ | وینیل                 | نسخه محدود   | وارنر میوزیک ژاپن | [ ۱۲ ] |